# Лептис Магна
Лептис Магна (арап. لبدة) такође познат као Лектис Магна (или Лепкис Магна у неким изворима) или Неаполис, био је знаменити град у Римском царству. Његове рушевине се налазе у Ел Хумсу у данашњој Либији, 130 км источно од Триполија, на обали где се вади Лебда улива у море. Локалитет представља неке од најбоље очуваних римских рушевина на подручју Медитерана.
Основали су га Феничани у 6. веку пре наше ере, припао је Нумидији 202' године пре нове ере, али се отцепио 111. године пре нове ере да би постао савезник Рима.